# کارلوس آرتور نوزمن
کارلوس آرتور نوزمن (پرتغالی: Carlos Arthur Nuzman؛ زادهٔ ۱۷ مارس ۱۹۴۲) بازیکن سابق والیبال، مدیر ورزشی، وکیل و داور اهل برزیل است.